# Пацан против всех
«Пацан против всех» (англ. Boy Kills World) — художественный фильм режиссёра Морица Мора. Продюсируют фильм Сэм Рэйми и Рой Ли. Главные роли исполнили Билл Скарсгард, Джессика Рот и Эндрю Кодзи. Съёмки проходили в Южной Африке.
Мировая премьера фильма состоялась на Международном кинофестивале в Торонто 9 сентября 2023 года. В США фильм вышел 26 апреля 2024 года. В России фильм вышел 16 мая 2024 года. 

## Сюжет
Глухонемой Пацан убегает в джунгли, где проходит обучение у таинственного наставника. Герой постоянно вспоминает убийство своей матери и сестры жестоким тоталитарным строем их страны. Ему предстоит стать «орудием убийства» главы государства Мелани ван дер Кой и её семьи. Достигнув нужного возраста, пацан начинает свое дело с того, что находит мужа тиранши, который занимался убийствами людей на улицах. Через него он узнает про ежегодный званый ужин, где можно найти главную цель. Но ужин оказывается спектаклем-ловушкой для революционеров. Герой попадает в плен и становится участником телешоу с убийствами неугодных. После начала расправ на съёмочную площадку неожиданно врываются друзья Пацана и освобождают его, после чего они вместе в прямом эфире убивают всех линчевателей. Однако на передачу приходит Мелани ван дер Кой и расстреливает друзей пацана. Пацан убивает её телекамерой и идёт расправляться с её семьёй. Но Хильда ван дер Кой помогает ему вспомнить, что он её сын, его сестра тоже жива, а убежал он в джунгли после того, как его ребёнком заставили расстрелять семью своего будущего наставника. Пацан вспоминает, что наставник различными жестокими методами заставил его поверить, что у него была другая, нормальная семья, которую будто бы убили, однако не торопится обнять свою настоящую мать. Та приказывает его сестре убить брата. Однако Пацан демонстрирует девушке их детский жест, и сестра убивает свою мать, которая всю жизнь врала ей про исчезновение брата. Брат с сестрой пытаются уйти из президентского бункера, однако встречают наставника, который говорит, что осталось два члена семьи. С трудом герои убивают его и израненные уезжают из жестокой страны.

## В ролях
- Билл Скарсгард — Пацан (озвучен Гарри Бенджамином)
- Джессика Рот — Джун 27
- Яян Рухьян — Шаман, наставник Пацана
- Исайя Мустафа — Бенни
- Эндрю Кодзи — Башо
- Фамке Янссен — Хильда ван дер Кой
- Шарлто Копли — Глен ван дер Кой
- Куинн Коупленд — Мина
- Мишель Докери — Мелани ван дер Кой
- Бретт Гельман — Гидеон ван дер Кой

## Производство
Сценаристами фильма выступили Аренд Реммерс и Тайлер Бертон Смит, а режиссёром — Мориц Мор, для которого этот фильм станет полнометражным режиссёрским дебютом. Мор снял одноимённый короткометражный фильм, а затем вместе с Реммерсом провел предварительную работу над созданием полнометражной истории. Продюсерами фильма стали Сэм Рэйми и Рой Ли. О начале работы над фильмом стало известно 7 октября 2021 года, когда к актёрскому составу присоединились Билл Скарсгард, Самара Уивинг и Яян Рухиан. В своем заявлении генеральный директор Nthibah Pictures Саймон Сварт рассказал, что фильм будет сочетать в себе «реалистичные темы и стилизованный видеоряд, свежий и оригинальный, заимствованный из лучших графических романов.» 28 октября 2021 года к актёрскому составу присоединился Исайя Мустафа, а в январе 2022 года — Эндрю Кодзи. Джессика Рот заменила Самару Уивинг, которая выбыла из проекта из-за конфликтов с расписанием. Съёмки начались 14 февраля 2022 года в Кейптауне. В марте 2022 года роли в фильме получили Фамке Янссен, Бретт Гельман, Шарлто Копли, Куинн Коупленд и Мишель Докери.

## Восприятие
На сайте Rotten Tomatoes фильм имеет рейтинг 73 % основанный на 11 отзывах. На Metacritic средневзвешенная оценка составляет 69 из 100 на основе 4 рецензий, что свидетельствует о «в целом благоприятных отзывах».
В своей рецензии Джозеф Томастик пишет, что мир, в котором происходит действие фильма, представляет собой удивительную смесь ретро- и футуристических элементов, создавая нечто очаровательно простое, как аркадные игры 1980-х годов. В фильме возможна любая обстановка — от густых джунглей до антиутопического города. Поэтому здесь нет никаких правил, что в прошлом также было недостатком такого мира. Каждая сцена драки в фильме является выдающейся — либо из-за крайней жестокости, либо из-за причудливой креативности, либо из-за того и другого.